# Trowbridge Island
Trowbridge Island ist eine Insel im Archipel der Südlichen Shetlandinseln. Sie liegt 3 km nordwestlich des Kap Melville in der  Destruction Bay von King George Island.
Das UK Antarctic Place-Names Committee benannte sie 1960 nach dem Robbenfänger Lady Trowbridge unter Kapitän Richard Sherratt (1774–unbekannt) aus Liverpool, der am 25. Dezember 1820 vor Kap Melville gesunken war.